# 皇台街道
皇台街道，是中华人民共和国河南省平顶山市卫东区下辖的一个乡镇级行政单位。

## 行政区划
皇台街道下辖以下地区：
神马尼龙社区、平东站社区和皇台徐村。